# Woodhill Brook
Der Woodhill Brook ist ein Wasserlauf in Oxfordshire, England. Er entsteht am nordwestlichen Rand von Wantage und fließt zunächst nördlicher Richtung bis zu seiner Mündung in den Childrey Brook.